# في نقد الحاجة إلى ماركس
في نقد الحاجة إلى ماركس هو كتاب فكري نقدي يتناول الأسس النظرية للماركسية، هو كتاب فكري-فلسفي من تأليف المفكر المغربي بنسالم حميش، صدر لأول مرة  عن دار التنوير للنشر والتوزيع 2007.ويعيد الكتاب النظر في مدى صلاحية المشروع الماركسي لفهم الواقع المعاصر وتغييره. ينتمي هذا العمل إلى الكتابات الفلسفية التي تتعامل مع الماركسية بوصفها أداة تحليل لا تخلو من الإشكالات، حيث يطرح الكاتب تساؤلات جوهرية حول الحاجة المتجددة إلى ماركس، ليس بوصفه شخصية تاريخية فحسب، بل كمنظومة فكرية ما تزال تلهم النقاشات الفلسفية والسياسية.
في هذا السياق، لا يقدم الكتاب قراءة تقليدية للماركسية، بل يتبنى منظورًا تفكيكيًا يحاول مساءلة ما يسميه "الحاجة الأيديولوجية إلى ماركس"، متسائلًا ما إذا كانت العودة إلى التراث الماركسي تعبيرًا عن أزمة فكرية في مواجهة النيوليبرالية، أم أنها مجرد استعادة رمزية لأمل ثوري لم يتحقق. وبهذا المعنى، يتجاوز الكتاب السجال السياسي إلى فضاء أوسع من التحليل الفلسفي والنقد المعرفي.

## مضمون الكتاب
يركز الكتاب على تحليل وتفكيك أبرز مفاهيم الماركسية الكلاسيكية، مثل المادية التاريخية ونظرية قيمة العمل، ويعيد النظر في التفسيرات الأحادية للتاريخ التي تنطلق من الحتمية الاقتصادية. ففي فصل خاص بالمادية التاريخية، ينتقد المؤلف الطابع التبسيطي الذي ميز بعض القراءات الأرثوذكسية للفكر الماركسي، والتي اختزلت التغيير الاجتماعي في الصراع الطبقي المحض، مغفلة الأبعاد الثقافية والمعرفية والدينية في تشكيل المجتمعات.ويبرز الكتاب أن الصراع الطبقي لا يمكن اعتباره محركًا وحيدًا للتاريخ، بل ينبغي التعامل معه في علاقته المتشابكة مع قوى أخرى مثل السلطة الرمزية، والجندر، والدين، والهوية. وهذا يتماشى مع مقاربات حديثة في النظرية النقدية، كتلك التي طورتها نانسي فريزر وإيريك أولين رايت.أما في تحليله لنظرية قيمة العمل، فيكشف الكاتب عن المفارقة الكامنة في اعتماد الماركسية على مفاهيم كلاسيكية لم تعد قادرة على تفسير دينامية رأس المال الحديث. إذ يُظهر كيف أن رأس المال المعاصر لم يعد يرتكز على العمل المادي وحده، بل على اقتصاد المعرفة والرمز والتكنولوجيا، مما يتطلب تجاوزًا جذريًا للفرضيات القديمة.وفي مناقشته لمفهوم الدولة، يتوقف الكتاب عند الرؤية التقليدية التي ترى الدولة مجرد أداة بيد الطبقة المسيطرة، ليقارنها بقراءات أكثر تركيبًا، ترى في الدولة حقلًا للصراع بين قوى اجتماعية متعددة، تتصارع ضمنه عبر القانون، والمؤسسات، والإعلام، والخطاب العام.

## النقد الموجه للماركسية
يعرض الكتاب لمجموعة من الانتقادات التي وُجهت للماركسية على امتداد القرن العشرين، انطلاقًا من تيارات ليبرالية، وجودية، وما بعد حداثية. يتوقف المؤلف عند أطروحات كارل بوبر التي تعتبر الماركسية "نظرية غير قابلة للتكذيب"، ما يجعلها أقرب إلى الأيديولوجيا منها إلى العلم ، كما يناقش انتقادات ميشيل فوكو للمقولات الشمولية التي اعتمدها الخطاب الماركسي في قراءته للمجتمع والسلطة.ويركز الكتاب على محاولات تفكيك "الإيمان الماركسي" لدى بعض المفكرين الذين تعاملوا مع ماركس بوصفه نبيًا علمانيًا، لا مجرد فيلسوف اقتصادي. وفي هذا الإطار، تُستحضر أعمال إرنست بلوخ وجورج لوكاش، لا لإعادة تأكيدها، بل لفحص بنيتها الفلسفية وأسئلتها الميتافيزيقية التي لم تعد تلائم العصر الراهن.

## أهمية الكتاب
تنبع أهمية كتاب في نقد الحاجة إلى ماركس من موقعه في خضم النقاشات الفكرية المعاصرة حول مصير الماركسية وإمكانات تجديدها. ففي سياق عالمي يشهد تحولات عميقة في بنى الاقتصاد والسياسة والثقافة، يبرز هذا الكتاب كأداة تحليلية تراجع المسلمات الكبرى التي طبعت الفكر الماركسي، وتعيد مساءلتها على ضوء تطورات القرن الحادي والعشرين. لا يكتفي المؤلف بنقد الماركسية من خارجها، بل ينخرط في جدل داخلي معها، ما يمنحه طابعًا تحليليًا يتجاوز المواقف الأيديولوجية المسبقة.ويُعَدّ الكتاب مساهمة في تجديد أدوات التفكير النقدي، من خلال تفكيك "الحاجة" المستمرة إلى ماركس، بوصفها تعبيرًا عن أزمة الحداثة وفشل البدائل النيوليبرالية في تحقيق العدالة الاجتماعية. فهو يرفض التأليه الفكري لأي مشروع نظري، ويدعو إلى ممارسة تفكير نقدي لا يُقدّس المرجعيات، بل يسائلها باستمرار في ضوء المتغيرات.وقد نوقش الكتاب في أكثر من منبر فكري عربي، من بينها مجلة *الآداب* التي خصصت عددًا خاصًا لمساءلة الماركسية في ضوء المتغيرات العالمية ، كما أشار عبد الله العروي إلى أهمية مراجعة التراث الماركسي باعتباره مرآة لأزمات الفكر العربي المعاصر. واعتبر بعض النقاد أن الكتاب ينتمي إلى تيار "ما بعد الماركسية النقدية"، الذي يسعى إلى تجاوز المقولات الكبرى دون الوقوع في نسبية ما بعد الحداثة.